# サンポール
サンポールは、大日本除虫菊（金鳥）より発売されているトイレ用洗剤である。

## 特徴
便器のがんこな黄ばみ・尿石を、酸の力で落とすトイレ用洗剤として、1959年（昭和34年）12月に当時の日本電酸工業株式会社（東京都足立区にあった）の製造で「トイレサンポール」という商品名で発売された。トイレの便器の他に（トイレの）タイルの洗浄にも適している。
1990年に経営不振に陥った旧サンポール株式会社から大日本除虫菊株式会社に営業を授受された。授受後暫くは商品名が『サンポールK』（Kは金鳥のK）で、当時のデザインは黄色ロゴの上に旧サンポール(株)の商標である太陽ロゴが記載されていたが、後のリニューアル時に現在の『サンポール』に変更、便器の縁裏にもかけやすいよう、黄色の横向きノズル（500ミリリットル、800ミリリットル及び1000ミリリットルサイズにのみ）が搭載。当時のデザインは虹の上にロゴと赤のバーに「トイレの洗浄・除菌」と表記されていた。
2002年の発売分より現在のパッケージデザインにリニューアルし、横向きノズルは「スミズミノズル」と呼ばれるようになった。新デザインに伴いロゴもマイナーチェンジされ、ロゴの上には「酸が効く」右には「黄ばみ（改行）スッキリ!!」と表記。
かつては「水洗サンポールS（当時のサンポール(株)より発売）」も存在。類似品（「ナイス」山崎産業(株)製造 など）も多数出回った。

## 成分
塩酸（9.5 %）、界面活性剤（アルキルトリメチルアンモニウム塩）、洗浄助剤、増粘剤、香料、着色剤

## 掃除の際の注意
酸性であり、アルカリ性の他の洗剤（漂白剤、カビ取り剤等の塩素系（次亜塩素酸塩を含む）の製品）や硫化物を含む薬剤と混合すると化学反応を起こし、有毒の塩素ガスや硫化水素ガスが発生するため、容器ラベルには「まぜるな危険」と目立つように表記されている。「まぜるな」がひらがなである理由については、子供でも読めるようにする業界での配慮といわれている。

## 姉妹品
浄化槽サンポール浄化槽式トイレに適した洗剤。黄ばみのほか、黒ズミを強力分解する。酸性ではない。
サンポールスプレー サピカ便器内の汚れを約1週間防止でき、除菌もできる乳酸配合のスプレータイプ。洗浄と同時に防汚効果を発揮。酸性ではない。
バスカビサンポールかつてのサンポール株式会社が発売していたお風呂用洗剤。カビや黒ズミを落とす。

## CM出演者
- レツゴー三匹
- 中尾ミエ
- 板東英二
- 柳沢慎吾
- 渡辺えり子
- 山田花子
- 東野幸治 - 「便器のべんちゃん」の声
- ベンキーシロイシ - 「さよならの文字」歌唱担当